# Kostel Navštívení Panny Marie (Vysoká)
Kostel Navštívení Panny Marie ve Vysoké, která je administrativně částí městyse Suchdol ve Středočeském kraji, leží na severním okraji vesnice při silnici do Červených Peček v nadmořské výšce 430 metrů. Kostel i s ohradní zdí je chráněn jako kulturní památka České republiky.

## Historie
Raně gotický kostel z poslední třetiny 13. století se dodnes dochoval téměř ve své původní podobě, protože pozdější úpravy se jeho exteriéru již výrazněji nedotkly. Spory se vedou kolem stáří sakristie kostela, která je některými historiky považována za původně samostatný, raně románský kostel z 10. století, který byl včleněn do pozdější novostavby současného kostela. Pokud by se tato hypotéza ukázala jako pravdivá, jednalo by se o jednu z nejstarších dochovaných staveb v České republice. Ve 14. století byl kostel farní, fara byla zrušena v roce 1745 a přenesena do Suchdola. V současné době je spravován kolínskou farností.

## Popis
Dnešní stavba je obdélný jednolodní kostel s pravoúhlým kněžištěm, obdélnou sakristií s nesymetricky protáhlou apsidou a mohutnou hranolovou věží po severní straně. Fasády jsou hladké, okna hrotitá profilovaná, s hlubokou špaletou. Hrotitý jižní vstupní portál je typickou ukázkou těžké rané gotiky. Románské okénko v apsidě je archaického tvaru, se stlačeným obloukem.
V lodi se dochoval dřevěný strop z 1. poloviny 18. století a kruchta z roku 1722. Kněžiště je sklenuto křížovou klenbou s klínovými žebry. Do sakristie vede z kněžiště hrotitý portál. Sakristie je sklenuta valeně. Nesymetrická apsida je sklenuta konchou, pod níž je románské okno.
Oltář z roku 1648 je raně barokní portálový s původními obrazy Navštívení Panny Marie a Nejsvětější Trojice. Barokní kazatelna pochází z roku 1700.
V roce 2020 byly na stěnách presbytáře odkryty části dosud neznámých pozoruhodných nástěnných maleb ze tří časových období, jak je rozdělila PhDr. Zuzana Všetečková. Nejstarší skupina obrazů spadá do období tzv. krásného slohu na konci 14. století a jejich objednatelem a donátorem byl zřejmě Petr z Písku, vzpomínaný jako patron kostela v roce 1382. Jedná se o velký výjev Ukřižování (Kristus na kříži, vlevo postava Panny Marie, vpravo sv. Jan Evangelista) a postavy světců ve špaletách okna ve východní stěně – vpravo část postavy sv. Barbory s věží a vlevo sv. Bartoloměj s nožem v pravé ruce. Tyto malby jsou dílem neznámého malíře, dobře seznámeného se starším dílem Mistra Theodorika a rovněž principy současné tvorby tzv. Mistra Třeboňského oltáře. Do druhé fáze spadá šablonový ornament, odkrytý na jižní stěně, kterým byly starší malby kolem poloviny 15. století překryty. Nejmladší je modrá výmalba meziklenebního prostoru presbytáře, zřejmě z konce 15. století nebo poloviny 17. století (musí prokázat další průzkum). Po sejmutí pozdějších nátěrů se ukázalo, že klenební žebra byla pokryta červenou barvou s černými oddělujícími pruhy. V současné době je zvažováno odkrytí mladších omítek v celém kostele, neboť provedené sondy naznačují možnou výmalbu na všech stěnách presbytáře i lodi.